# توبياس شيلك
توبياس شيلك (بالألمانية: Tobias Schilk)‏ (24 مارس 1992 بميونخ في ألمانيا - ) هو لاعب كرة قدم ألماني في مركز الدفاع. شارك مع منتخب ألمانيا لكرة القدم تحت 18 سنة ومنتخب ألمانيا تحت 19 سنة لكرة القدم ومنتخب ألمانيا تحت 20 سنة لكرة القدم. أما مع النوادي، فقد لعب مع ماينتس 05 ونادي هايدنهايم وTSV 1860 Munich II ‏.

## روابط خارجية
- توبياس شيلك على موقع قاعدة بيانات كرة القدم.إي يو (الإنجليزية)
- توبياس شيلك على موقع بيانات كرة القدم. دي إي (الألمانية)
- توبياس شيلك على موقع Soccerway.com (الإنجليزية)
- توبياس شيلك على موقع عالم كرة القدم.نت (الإنجليزية)
- توبياس شيلك على موقع AS.com (الإسبانية)